# BP-Raffinerie Hamburg-Finkenwerder
Koordinaten: 53° 32′ 2″ N, 9° 53′ 48″ O
Die Raffinerie Hamburg-Finkenwerder war eine Erdölraffinerie der Deutschen BP im heutigen Hamburger Stadtteil Waltershof. Die Raffinerie wurde als Eurotank-Raffinerie 1934 gegründet. Nach dem Zweiten Weltkrieg kaufte BP die Raffinerie auf und betrieb sie bis zur Stilllegung 1985.

## Geschichte

### Gründung
Die Raffinerie wurde von der Europäischen Tanklager- und Transport AG (Eurotank) 1935 in Betrieb genommen. Besitzer waren die Crusader Petroleum Industries Ltd, die wiederum in Besitz von Davis Co. Inc., New York, war. Bereits 1931 wurde Eurotank gegründet und verfolgte seit 1934 den Gedanken, in Deutschland eine Raffinerie zu errichten. Es wurde am neuen Ölhafen eine Fläche von der Stadt für dreißig Jahre gepachtet, um dort eine moderne Raffinerie zu bauen. Sie hatte neben einer Destillationseinheit eine Crackanlage mit 1000 t/d, die von Winkler-Koch aus Kansas geliefert wurde. Eine zweite Einheit, die Forster-Wheeler, umfasste eine Atmosphärische Destillation mit 500 t/d Kapazität. Die Raffinerie sollte hauptsächlich importierte Rohöle aus Mexiko verarbeiten.
Bei ihrer Inbetriebnahme war sie nicht nur eine der modernsten Raffinerien in Deutschland, sondern auch die drittgrößte nach der Rhenania (Shell) und der Ebano (Esso).

### Einstieg der BP in die Eurotank-Raffinerie
Die internationale BP, damals noch unter AIOC firmierend, wollte Anfang 1947 ihr Ölgeschäft in Deutschland ausbauen und suchte eine Beteiligung an einer Raffinerie, wie es sie vor 1945 mit der DEA in Wilhelmsburg hatte. Da aber schon alle Kapazitäten der Wilhelmsburger Raffinerie ausgelastet waren und kaum Möglichkeiten zum Ausbau bestanden, wurde der Kauf der Eurotank-Raffinerie ins Auge gefasst. Die dritte Möglichkeit, eine eigene Raffinerie zu errichten, wurde aufgrund der fehlenden Konstruktionskapazitäten und des fehlenden Baumaterials verworfen.
Die Eurotank-Raffinerie war wegen enormer Zerstörung durch die Bombardierungen des Hamburger Hafengebiets im Zweiten Weltkrieg zwar stark reparaturbedürftig, aber reparabel und in ihrer Ausstattung modern. Der Kaufpreis betrug $1.800.000 Dollar, der Kauf wurde zum Dezember 1948 vollzogen.
Im Februar 1949 wurde die Produktion in Teilen (Topp-Anlage) mit 270.000 Tonnen pro Jahr wiederaufgenommen. Bereits 1950 wurde mit der Inbetriebnahme der kombinierten Topp- und Crack-Anlage (System Winkler-Koch) 600.000 t Jahresproduktion erreicht. Am 9. November 1951 wurde die Eurotank AG schließlich von der Muttergesellschaft an ihre deutsche Tochter OLEX verkauft, womit die Eurotank AG aufhörte zu bestehen.
Eng mit der Raffinerie verbunden ist der Industrielle Erwin Bockelmann, der zu den Gründern der Raffinerie gezählt wird. Mit der Übernahme der Eurotank durch die OLEX wurde er später Generaldirektor der Deutschen BP.

### Betrieb bis zur Stilllegung
Die Kapazität der Raffinerie betrug 1978 5,1 Mio. t. Zudem waren die veralteten Crackanlagen schon nicht mehr in Betrieb, weshalb die Raffinerie zu den Hydroskimming- oder auch Heizölraffinerien gehörte.
Die Stilllegung der Raffinerie erfolgte 1985 aufgrund von Überkapazitäten im Raffineriesektor. Erst kurz vor der Stilllegung wurden hier und in der gleichzeitig ebenfalls stillgelegten Raffinerie Hünxe noch 100 Mio. DM investiert. Wie zahlreiche andere Raffinerien überlebte sie den Anpassungsprozess nicht.